# Maison de Neuchâtel
Ne pas confondre avec la maison de Neufchâtel (Bourgogne).
La maison de Neuchâtel est une dynastie de comtes installés dans le nord-ouest de l'actuel territoire de la Suisse (principalement sur les territoires des actuels cantons de Neuchâtel et de Berne) du XIIe siècle à la fin du XIVe siècle, pour la branche légitime.

## Histoire

### Un domaine royal
Au début du XIe siècle, Neuchâtel et sa proche région se partagent en deux domaines : l'un, royal et appartenant en propre à Rodolphe III de Bourgogne, comprend Saint-Blaise, Auvernier et Neuchâtel ; l'autre compte Bevaix, Brot, Corcelles, Chézard et Coffrane relevant des Sigiboldides qui sont une famille proche de la reine Ermengarde et qui vont endosser le rôle de grands serviteurs royaux et d'avoués dont le rôle sera d'administrer les terres romandes depuis ce centre administratif nouvellement créé.
Dans un acte de l'an 1011, le roi Rodolphe III de Bourgogne dota son épouse Hermengarde ou Ermengarde de diverses propriétés parmi lesquelles figurait la « résidence très royale de Novum Castellum (Neuchâtel) », incluant le château primitif de la ville. L'expression « résidence très royale » appliquée à Neuchâtel vient du fait que, non seulement il appartient au roi de Bourgogne, mais également qu'il est le siège d'une curtis, autrement dit le centre d'un domaine royal. Après la mort de Rodolphe III en 1032, la succession fait l'objet d'une guerre entre l'héritier qu'il avait institué, à savoir Conrad II le Salique, empereur germanique, et son neveu, Eudes II de Blois, fils de sa sœur aînée Berthe de Bourgogne. Dès le décès de son oncle, Eudes II occupe les places de Morat et de Neuchâtel tandis que Conrad le Salique entreprend une campagne pour se saisir de son héritage ce qui lui permet de se faire élire roi de Bourgogne à Payerne, le 2 février 1033. Entre cette dernière date et la fondation de l'abbaye de Fontaine-André vers 1143, dotée par deux frères Mangold II de Fenis et Rodolphe Ier de Neuchâtel, intitulés conjointement seigneurs de Neuchâtel, aucune source ne mentionne plus Neuchâtel.

### Le premier château
La seigneurie de Neuchâtel se résumait alors à un domaine s'étendant du lac de Bienne à la ville de Neuchâtel. Le premier château de la ville, situé au pied de la tour des prisons, était une construction primitive (probablement en bois) abritant un fonctionnaire ou un haut fonctionnaire bourguignon relevant du royaume de Haute-Bourgogne. C'est autour de cet édifice que va se développer un bourg pourvu d'une garnison et peuplé de pêcheurs, de vignerons et d'artisans. Cette première construction, qui sera remplacée vers l'an 1000 par une autre en pierre à laquelle sera donné le nom de Novum Castellum (Neuf-Châtel), sera la demeure des seigneurs puis comtes de Neuchâtel jusqu'en 1250. À cette date ils investissent le nouveau château construit sur l'emplacement d'un couvent de moines blancs démoli vers 1206. L'existence de ce premier édifice est signalée dans les Reconnaissances de Neuchâtel, rédigées par Lando entre 1527 et 1543. Dans ces Reconnaissances, il est fait mention de Jeanne de Hochberg possédant, entre autres, « l'ancyenne mayson du seigneur conte de Neufchastel située auprès de la porte du chastel » ainsi qu'un jardin devant la porte « dessoubz le pont ». Le château primitif avait été transformé en « Mareschausie », quant à la « porte dessus », elle désignait la « tour des prisons ». De la porte la muraille montait jusqu'au donjon en passant par la « Tour neuve ». Quant au pied des murailles, il était occupé par un fossé qu'un pont, nommé « Pont de la ville », permettait de franchir.

### Une origine liée aux Fenis
Les seigneurs, puis comtes de Neuchâtel, seraient issus de la maison de Fenis, établie à Vinelz (près de Cerlier ou Erlach, en allemand) dont le premier membre connu, Ulrich Ier de Fenis, dit Ulrich Ier de Neuchâtel, y porte le titre de comte de Fenis. Vers 1034, avec l'approbation de l'empereur germanique Conrad II le Salique, Ulrich Ier se voit pourvu des terres de Neuchâtel toutes proches. Sa descendance va endosser tour à tour les titres de seigneurs et/ou comtes de Neuchâtel.
L'hypothèse que la maison de Neuchâtel soit issue des Fenis est discutée. Selon Castelnuovo, la maison n’apparaît avec certitude dans les sources qu'au milieu du XIIe siècle. Il mentionne que plusieurs auteurs ont tenté de rattacher la famille aux comtes de Fenis, mais il n'appuie ni ne conteste l'hypothèse.
Tout d'abord baron de Hasenbourg (Vinelz), le premier de la maison de Neuchâtel se voit confier, par Conrad II, le fief de Neuchâtel et le comté de Fenis (celui-ci comprenait Nidau, Strassberg et Büren et avait pour capitale Cerlier). Tout naturellement, il deviendra comte de Nidau qu'une branche cadette, en la personne de Mangolt, recevra tandis que son frère Berthold créait celle de Valangin. Durant le XIIe siècle, ils élèvent en seigneurie Vaumarcus et, au siècle suivant, ils construisent Aarberg et en prennent le titre de comtes.
Au fil du temps Neuchâtel va prendre de l'importance au point qu'Ulrich III de Neuchâtel et son neveu Berthold, fils de Rodolphe II, lui donneront sa charte de franchises en avril 1214. Celle-ci sera rédigée conformément aux coutumes de « Besançon » et confirmée par l'évêque de Lausanne Berthold de Neuchâtel, frère d'Ulrich III.

### Seigneur et comte de Neuchâtel

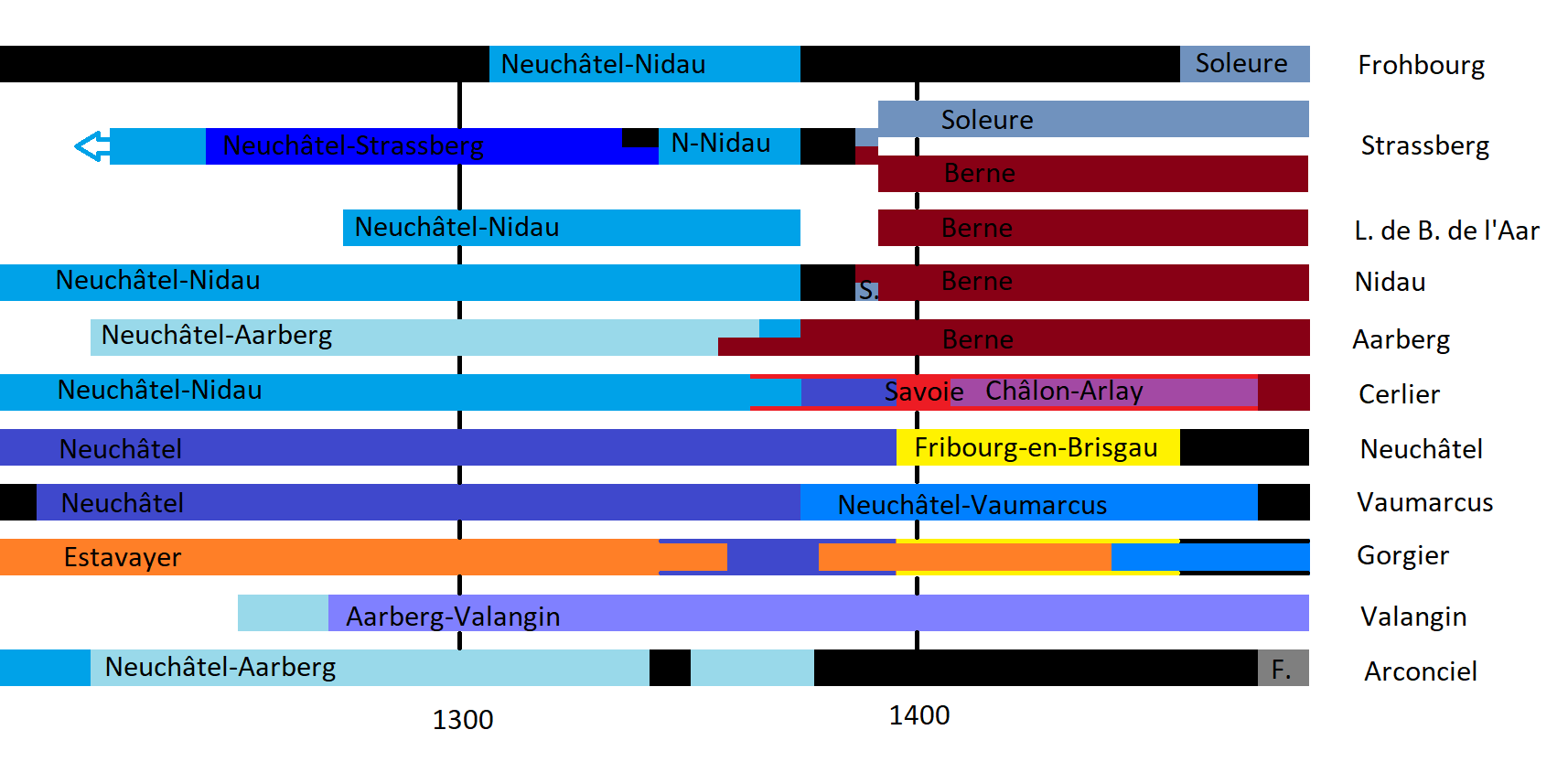
Possessions des différentes branches de la maison de Neuchâtel.

Quelques années après avoir donné ses franchises à la ville de Neuchâtel, en 1214, Ulrich III de Neuchâtel-Nidau et Berthold se partagent leur patrimoine. Le dernier demeure seigneur de Neuchâtel et des terres suisses romandes tandis qu'Ulrich se garde les terres suisses allemandes et le titre de comte de Neuchâtel. Ce partage intervient après le décès, le 18 février 1218, du dernier représentant de la maison de Zähringen le duc Berthold V de Zähringen, alors recteur de Bourgogne. Avec l'extinction de cette maison, les droits qui s'attachaient à leur titre reviennent de fait à l'empereur germanique Frédéric II et à son fils Henri II de Souabe, ce qui implique que tous les dynastes qui avaient été soumis à Berthold V de Zähringen se voient dorénavant dépendants immédiats de l'empire germanique. Ulrich III va se réserver un ensemble de possessions de culture principalement suisse allemande, tout en se faisant confirmer son titre de comte de Neuchâtel. Ce début du XIIIe siècle est aussi celui de l'apparition des différentes branches des Neuchâtel par le partage qu'effectue Ulrich III entre ses fils : les Nidau, les Strassberg et les Aarberg.

## Armes
De l'origine à 1153 : D'or à trois pals de gueules. De 1153 à 1248 : D'or à trois pals d'argent. À partir de 1248 : Un pal avec des émaux différents pour chacun des mâles de la maison de Neuchâtel. Berthold Ier de Neuchâtel retint pour lui : un pal de gueules chargé de trois chevron d'argent ; Louis Ier de Neuchâtel gardait le même blason mais, dans ses actes publics et les sentences de justice, il faisait apposer une aigle éployée (symbole de l'Empire) chargé des trois chevrons qui est l'emblème actuel de la ville de Neuchâtel.

## Liste des seigneurs et comtes de Neuchâtel (branche aînée)
Les dates sont celles de règne.
- 1040-???? : Ulrich Ier de Neuchâtel, comte de Fenis
- ????-1144 : Mangold Ier de Neuchâtel[15], fils du précédent, seigneur de Neuchâtel
- ????-1144 : Mangold II de Fenis, fils du précédent, seigneur de Neuchâtel
- ????-1148 : Rodolphe Ier de Neuchâtel, frère du précédent, seigneur de Neuchâtel
- 1148-1191 : Ulrich II de Neuchâtel, fils du précédent, comte de Fenis, seigneur de Neuchâtel
- 1191-1196 : Rodolphe II de Neuchâtel, fils du précédent, seigneur de Neuchâtel
- 1191-1225 : Ulrich III de Neuchâtel, frère du précédent, seigneur et comte de Neuchâtel
- 1196-1259 : Berthold Ier de Neuchâtel, fils de Rodolphe II, seigneur et comte de Neuchâtel (après le partage aux alentours de 1218, le titre comtal passe à la branche cadette fondée par son oncle Ulrich III)
- 1259-1263 : Rodolphe III de Neuchâtel, fils du précédent, seigneur de Neuchâtel
- 1263-1278 : Ulrich IV de Neuchâtel, fils du précédent, seigneur de Neuchâtel
- 1263-1283 : Henri de Neuchâtel, frère du précédent, seigneur de Neuchâtel
- 1283-1288 : Amédée Ier de Neuchâtel, frère du précédent, seigneur de Neuchâtel
- 1288-1343 : Rodolphe IV de Neuchâtel, fils du précédent, seigneur puis comte de Neuchâtel
- 1343-1373 : Louis Ier de Neuchâtel, fils du précédent, comte de Neuchâtel
- 1373-1395 : Isabelle de Neuchâtel, fille du précédent, comtesse de Neuchâtel. N'ayant pas d'enfants elle transmet le titre comtal à son neveu Conrad IV de Fribourg.

### Sources
- Jonas Boyve et Jacques François Boyve (éd.), Annales historiques du Comté de Neuchâtel et Valangin depuis Jules-César jusqu'en 1722, Neuchâtel, Société littéraire F.-L Davoine, 1854-61 (lire en ligne).
- Léon Montandon, « Hypothèses nouvelles sur les origines de la maison de Neuchâtel », Musée neuchâtelois, Neuchâtel,‎ 1925, p. 177-187 (lire en ligne).
- Paul Vuille, « Notes sur les premiers seigneurs de Neuchâtel », Musée neuchâtelois, Neuchâtel,‎ 1979, p. 109-122 (lire en ligne).
- Guido Castelnuovo, Seigneurs et lignages dans le pays de Vaud, Université de Lausanne, Faculté des lettres, Section d'histoire, 1994

### Dictionnaire historique de la Suisse
- Lionel Bartolini, « Neuchâtel, de » dans le Dictionnaire historique de la Suisse en ligne, version du 4 novembre 2010.
- Michel Egloff et Jean-Pierre Jelmini, « Neuchâtel (commune) » dans le Dictionnaire historique de la Suisse en ligne, version du 31 mai 2012.
- Jean-Daniel Morerod, « Sigiboldides » dans le Dictionnaire historique de la Suisse en ligne, version du 20 avril 2010.